# Adolf Feyerabend

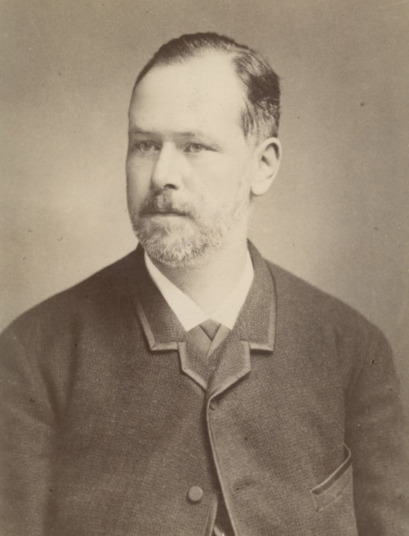
Adolf Feyerabend

Adolf Feyerabend (* 12. Mai 1842 in Heilbronn; † 14. März 1891 in Konstanz) war ein deutscher Fabrikant und Politiker. Von 1884 bis 1889 war er Mitglied der Abgeordnetenkammer der Württembergischen Landstände.

## Leben
Die Familie Feyerabend gehörte zu den ältesten Geschlechtern in Württemberg und hatte in der Reichsstadt Heilbronn eine wichtige Rolle gespielt. Ihr entstammten die reichsstädtischen Bürgermeister David Jakob Feyerabend, Georg Heinrich Feyerabend und Johann David Feyerabend.
Adolf Feyerabend war der Sohn des Heilbronner Rechtsanwalts David Heinrich Feyerabend (1812–1890). Er hatte eine ältere Schwester, Anna Feyerabend (1839–1919), die 1866 Friedrich von Rauch heiratete, Sohn des Papierfabrikanten Moriz von Rauch. Adolf Feyerabend heiratete am 16. März 1869 Luise von Rauch (1842–1916), eine Tochter von Moriz von Rauchs Bruder Adolf von Rauch, und trat in die Geschäftsleitung der Rauchschen Papierfabrik ein. Mit seiner Frau lebte er zunächst im Gartenhaus der Villa Rauch, die sie nach dem Tod Adolf von Rauchs 1882 erbten. Aus der Ehe gingen die Söhne Stefan († 1894) und Georg († 1922) hervor.
Bei der Konstituierung der Aktiengesellschaft Salzwerk Heilbronn am 16. November 1883 war Adolf Feyerabend zusammen mit Theodor Lichtenberger (1844–1909) Mitglied des Vorstands. Er war zudem Vorstandsmitglied des von seinem Schwiegervater mitbegründeten Heilbronner Wohnungsvereins, einer Wohnungsbaugesellschaft.
Nach dem Tod Karl Wüsts wurde im Wahlkreis Heilbronn Stadt eine Ersatzwahl am 12. März 1884 erforderlich, die Feyerabend gewann. In der Abgeordnetenkammer gehörte er der Volkswirtschaftlichen Kommission an. Bei der nächsten Wahl 1889 lehnte Feyerabend eine erneute Kandidatur ab, es gewann Georg Härle (VP) gegen Gustav Kittler (SPD).
Adolf Feyerabend starb am 14. März 1891 in Konstanz. Er wurde am 17. März 1891 in Heilbronn beerdigt.

## Ehrungen
Seit 1900 gibt es in Heilbronn eine Feyerabendstraße.